# Los Fayos
Los Fayos ist ein nordspanischer Ort und eine Gemeinde (municipio) mit 133 Einwohnern (Stand: 2024) im Nordwesten der Provinz Saragossa im Westen der Autonomen Region Aragonien. Der Ort gehört zur bevölkerungsarmen Serranía Celtibérica.

## Lage und Klima
Los Fayos liegt zu Füßen der maximal ca. 2315 m hohen Sierra de Moncayo etwa 105 km (Fahrtstrecke) westnordwestlich der Provinzhauptstadt Saragossa in einer Höhe von ca. 570 m am Río Quelles. In der Gemeinde befindet sich die Talsperre Embalse del Val. Das Klima ist gemäßigt bis warm; Regen (ca. 539 mm/Jahr) fällt mit Ausnahme der Sommermonate übers Jahr verteilt.

## Bevölkerungsentwicklung
| Jahr      | 1970 | 1981 | 1991 | 2001 | 2011 | 2021 |
| Einwohner | 315  | 210  | 174  | 182  | 153  | 134  |

Die Mechanisierung der Landwirtschaft, die Aufgabe bäuerlicher Kleinbetriebe und der damit verbundene Verlust von Arbeitsplätzen führten in der zweiten Hälfte des 20. Jahrhunderts zu einem deutlichen Bevölkerungsschwund (Landflucht).

## Sehenswürdigkeiten
- Magdalenenkirche (Iglesia de Santa Maria Magdalena) aus dem 16. Jahrhundert
- Kapelle San Benito
- Reste der alten Burganlage und eines Klosters aus dem 12. Jahrhundert
- Palast der Herzöge von Villahermosa aus dem 17. Jahrhundert
- Reste des Aquädukts

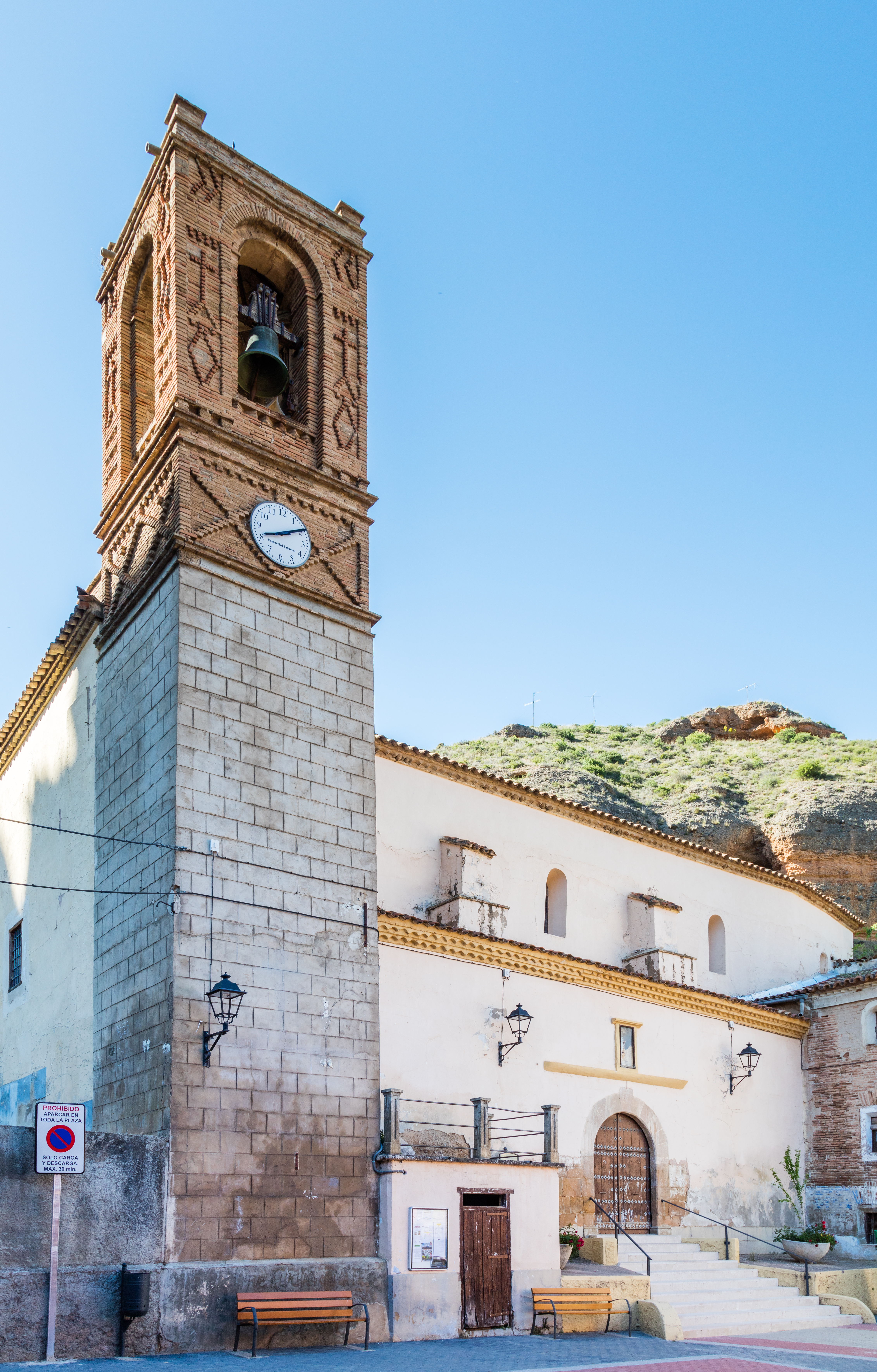
Turm der Magdalenenkirche